# Petruševec
Petruševec is een plaats in de gemeente Zlatar in de Kroatische provincie Krapina-Zagorje. De plaats telt 153 inwoners (2001).